# Littau
Littau est une localité de Lucerne et une ancienne commune suisse du canton de Lucerne. Le 1er janvier 2010, l'ancienne commune de Littau a fusionné avec Lucerne.

Vue aérienne par Walter Mittelholzer (avant 1937)

## Culture et patrimoine

### Héraldique
| Blason | Blasonnement : D'argent à trois pointes d'azur Commentaires : Les armoiries de Littau sont proches de celles de la commune de Spiez dans le Canton de Berne (Suisse). |

### Monuments et curiosités
- Le Château de Thorenberg